# Име
 За частта на речта вижте Име (граматика).  
Най-общо име означава название, наименование на нещо или на някого. Ако се използва без пояснение, се подразбира лично име, например име на човек или на животно. Понякога малкото име (първото) бива двойно. Например Йоан-Константин, София-Изабела, Мария-Магдалена, Анна-Мария и подобни. Такива имена се записват с дефис (малко тире) и две главни букви. В руския и българския език е прието презимето (патронимът) да се образува от името на бащата и наставките -ов, -ев с техните съответни окончания за различните родове. Фамилията е по-различна, има варианти да завършва без наставка или на -ски, в славянските страни пак е прието да завършва с онези окончания. Има едни по-различни имена, които свързват да кажем презимето и фамилията с различни частици:
- ла
- ала
- ле
- де
- ди
- да
- фон
- ван
- ал
- льо
- лос

Има благородници, аристократи, различни хора, чиито имена са дълги и са образувани от малки имена, частици, презимена, родове, семейства, фамилии, месторождение и т.н. (Pablo Diego José Francisco de Paula Juan Nepomuceno María de los Remedios Cipriano de la Santísima Trinidad Clito Ruiz y Picasso Ruiz Picasso)
Имената на държавни и исторически събития се записват в зависимост от това дали съдържат в името си име на някого или нещо, но по принцип се записват така, че първата дума да е с главна буква, а останалите с малки, и без кавички. Например Пунически войни, Септемврийско въстание, Велико преселение на народите, Освобождение на България, Втора световна война и др.
Имената на географски обекти се записват по различен начин. Ако е населено място, всичко се записва с главна буква. Например гр. Добрич, с. Екзарх Антимово, с. Радко Димитриево, гр. Нови Пазар, гр. Вълчи Дол, с. Горна Митрополия и т.н. В много случаи това граматическо правило в българския език не се спазва. Ако е някакъв географски обект като примерно планина, океан, глетчър, карст, масив, нос, езеро, лагуна, ждрело, проток, провлак, пролом, язовир, водопад, извор, каньон и името му е на първо място в наименованието (пример: Стара планина, Охридско езеро), то името му се записва като географският обект е с малка буква. Ако втората дума е с малка буква, а географският обект не е такова нещо, то името е сгрешено и трябва да е с главна буква. Ако Софийското поле не е поле, а низина, то трябваше да се нарича низината Софийско Поле.